# Mantas Kuklys
Mantas Kuklys (ur. 10 czerwca 1987 w Szawlach) − litewski piłkarz grający na pozycji pomocnika.

## Kariera klubowa
Kuklys profesjonalną karierę rozpoczynał w klubie FK Szawle. Po zakończeniu sezonu 2010 zdecydował się wyjechać do belgijskiego KV Turnhout, zaś w 2012 roku został graczem klubu Žalgiris Wilno. Po dwóch sezonach spędzonych w tym klubie zimą 2014 roku trafił na wypożyczenie do czeskiego klubu Bohemians 1905. Po zakończeniu sezonu powrócił do Wilna, razem z innym wypożyczonym piłkarzem Egidijusem Vaitkūnasem. W barwach Žalgirisu występował ostatecznie do 2018 roku i w tym czasie wystąpił w 150 meczach ligowych, zdobywając 39 bramek. Przed rozpoczęciem sezonu 2018 zdecydował się na transfer do kazachskiego Żetysu Tałdykorgan.

## Reprezentacja
W seniorskiej reprezentacji Litwy Kuklys zadebiutował 3 czerwca 2012 roku w meczu z Estonią.
| Mecze i gole w reprezentacji | Mecze i gole w reprezentacji | Mecze i gole w reprezentacji | Mecze i gole w reprezentacji | Mecze i gole w reprezentacji | Mecze i gole w reprezentacji | Mecze i gole w reprezentacji |
| #                            | Data                         | Stadion                      | Rywal                        | Wynik                        | Gol                          | Rozgrywki                    |
| 2012                         | 2012                         | 2012                         | 2012                         | 2012                         | 2012                         | 2012                         |
| ---------------------------- | ---------------------------- | ---------------------------- | ---------------------------- | ---------------------------- | ---------------------------- | ---------------------------- |
| 1.                           | 03.06.2012                   | Tartu, Estonia               | Estonia                      | 0:1                          | 0                            | towarzyski                   |
| 2.                           | 07.06.2012                   | Mińsk, Białoruś              | Białoruś                     | 1:1                          | 0                            | towarzyski                   |
| 2013                         |                              |                              |                              |                              |                              |                              |
| 3.                           | 14.08.2013                   | Luksemburg, Luksemburg       | Luksemburg                   | 1:2                          | 0                            | towarzyski                   |
| 4.                           | 10.09.2013                   | Mariampol, Litwa             | Liechtenstein                | 2:0                          | 0                            | El. MŚ 2014                  |
| 2014                         |                              |                              |                              |                              |                              |                              |
| 5.                           | 06.06.2014                   | Gdańsk, Polska               | Polska                       | 1:2                          | 0                            | towarzyski                   |
| 6.                           | 03.09.2014                   | Linz, Austria                | Zjednoczone Emiraty Arabskie | 1:1                          | 0                            | towarzyski                   |
| 7.                           | 08.09.2014                   | Serravalle, San Marino       | San Marino                   | 2:0                          | 0                            | El. ME 2016                  |
| 8.                           | 18.11.2014                   | Kijów, Ukraina               | Ukraina                      | 0:0                          | 0                            | towarzyski                   |
| 2015                         |                              |                              |                              |                              |                              |                              |
| 9.                           | 05.06.2015                   | Debreczyn, Węgry             | Węgry                        | 0:4                          | 0                            | towarzyski                   |
| 10.                          | 08.06.2015                   | Mdina, Malta                 | Malta                        | 0:2                          | 0                            | towarzyski                   |
| 2016                         |                              |                              |                              |                              |                              |                              |
| 11.                          | 23.03.2016                   | Giurgiu, Rumunia             | Rumunia                      | 0:1                          | 0                            | towarzyski                   |
| 12.                          | 26.03.2016                   | Moskwa, Rosja                | Rosja                        | 0:3                          | 0                            | towarzyski                   |
| 13.                          | 29.05.2016                   | Kłajpeda, Litwa              | Estonia                      | 2:0                          | 0                            | towarzyski                   |
| 14.                          | 01.06.2016                   | Lipawa, Łotwa                | Łotwa                        | 1:2                          | 0                            | towarzyski                   |
| 15.                          | 06.06.2016                   | Kraków, Polska               | Polska                       | 0:0                          | 0                            | towarzyski                   |
| 16.                          | 04.09.2016                   | Wilno, Litwa                 | Słowenia                     | 2:2                          | 0                            | El. MŚ 2018                  |
| 17.                          | 08.10.2016                   | Glasgow, Szkocja             | Szkocja                      | 1:1                          | 0                            | El. MŚ 2018                  |
| 18.                          | 11.10.2016                   | Wilno, Litwa                 | Malta                        | 2:0                          | 0                            | El. MŚ 2018                  |
| 19.                          | 11.11.2016                   | Trnawa, Słowacja             | Słowacja                     | 0:4                          | 0                            | El. MŚ 2018                  |
| 2017                         |                              |                              |                              |                              |                              |                              |
| 20.                          | 22.03.2017                   | Uście nad Łabą, Czechy       | Czechy                       | 0:3                          | 0                            | towarzyski                   |
| 21.                          | 26.03.2017                   | Londyn, Anglia               | Anglia                       | 0:2                          | 0                            | El. MŚ 2018                  |
| 22.                          | 10.06.2017                   | Wilno, Litwa                 | Słowacja                     | 1:2                          | 0                            | El. MŚ 2018                  |
| 23.                          | 01.09.2017                   | Wilno, Litwa                 | Szkocja                      | 0:3                          | 0                            | El. MŚ 2018                  |
| 24.                          | 04.09.2017                   | Lublana, Słowenia            | Słowenia                     | 0:4                          | 0                            | El. MŚ 2018                  |
| 25.                          | 05.10.2017                   | Mdina, Malta                 | Malta                        | 1:1                          | 0                            | El. MŚ 2018                  |
| 2018                         |                              |                              |                              |                              |                              |                              |
| 26.                          | 24.03.2018                   | Tbilisi, Gruzja              | Gruzja                       | 0:4                          | 0                            | towarzyski                   |

## Sukcesy
- Mistrzostwo Litwy: 2013, 2014, 2015, 2016
- Puchar Litwy: 2012, 2013, 2014, 2015, 2016